# Baraize
Pour l'égyptologue français, voir Émile Baraize.
Baraize est une commune française située dans le département de l'Indre, en région Centre-Val de Loire.

## Géographie

### Localisation
La commune est située dans le sud du département, dans la région naturelle du Boischaut Sud.
Les communes limitrophes sont : Bazaiges (2 km), Ceaulmont (4 km), Gargilesse-Dampierre (4 km), Cuzion (4 km) et Éguzon-Chantôme (6 km).
Les communes chefs-lieux et préfectorales sont : Argenton-sur-Creuse (11 km), La Châtre (34 km), Châteauroux (37 km), Le Blanc (41 km) et Issoudun (61 km).

### Hameaux et lieux-dits
Les hameaux et lieux-dits de la commune sont : Chamorin, Montcocu, Lagedemont, Cromay, Magot, Chamblant, les Bionnats, le Brocheteau, la Cany, Chezeau-Gautier, le Coteau, les Gilots, la Marche, Bellevue, le Breuil, Montgouery, le Plaix, Ruzay et le Terrier.

### Géologie et hydrographie
La commune est classée en zone de sismicité 2, correspondant à une sismicité faible.
Le territoire communal est arrosé par la rivière Creuse et par le rau de la Fortune.

### Climat
Pour des articles plus généraux, voir Climat du Centre-Val de Loire et Climat de l'Indre.
En 2010, le climat de la commune est de type climat océanique dégradé des plaines du Centre et du Nord, selon une étude du CNRS s'appuyant sur une série de données couvrant la période 1971-2000. En 2020, Météo-France publie une typologie des climats de la France métropolitaine dans laquelle la commune est exposée à un climat océanique altéré et est dans la région climatique  Ouest et nord-ouest du Massif Central, caractérisée par une pluviométrie annuelle de 900 à 1 500 mm, maximale en automne et en hiver.
Pour la période 1971-2000, la température annuelle moyenne est de 11,6 °C, avec une amplitude thermique annuelle de 15,4 °C. Le cumul annuel moyen de précipitations est de 843 mm, avec 12 jours de précipitations en janvier et 7,5 jours en juillet. Pour la période 1991-2020, la température moyenne annuelle observée sur la station météorologique de Météo-France la plus proche, « Éguzon », sur la commune d'Éguzon-Chantôme à 5 km à vol d'oiseau, est de 12,1 °C et le cumul annuel moyen de précipitations est de 934,4 mm,. Pour l'avenir, les paramètres climatiques de la commune estimés pour 2050 selon différents scénarios d'émission de gaz à effet de serre sont consultables sur un site dédié publié par Météo-France en novembre 2022.

### Voies de communication et transports
Le territoire communal est desservi par les routes départementales : 38, 38E, 72, 72A et 913.
Les gares ferroviaires les plus proches sont les gares d'Éguzon (6 km) et Argenton-sur-Creuse (14 km).
Baraize est desservie par la ligne K du Réseau de mobilité interurbaine.
L'aéroport le plus proche est l'aéroport de Châteauroux-Centre, à 51 km.
Le territoire communal est traversé par le sentier de grande randonnée de pays du Val de Creuse. De plus, la commune dispose de trois sentiers communaux à thème : Au temps de la Batteuse (11,8 km), À la recherche de la Fortune (7 km) et Chemins creux et sous-bois autour de Montcocu (4,2 km).

## Urbanisme

### Typologie
Au 1er janvier 2024, Baraize est catégorisée commune rurale à habitat très dispersé, selon la nouvelle grille communale de densité à sept niveaux définie par l'Insee en 2022.
Elle est située hors unité urbaine et hors attraction des villes,.

### Occupation des sols
L'occupation des sols de la commune, telle qu'elle ressort de la base de données européenne d’occupation biophysique des sols Corine Land Cover (CLC), est marquée par l'importance des territoires agricoles (77,6 % en 2018), une proportion identique à celle de 1990 (77,6 %). La répartition détaillée en 2018 est la suivante : 
zones agricoles hétérogènes (38,2 %), prairies (37,2 %), forêts (15,6 %), zones urbanisées (4,2 %), eaux continentales (2,6 %), terres arables (2,3 %). L'évolution de l’occupation des sols de la commune et de ses infrastructures peut être observée sur les différentes représentations cartographiques du territoire : la carte de Cassini (XVIIIe siècle), la carte d'état-major (1820-1866) et les cartes ou photos aériennes de l'IGN pour la période actuelle (1950 à aujourd'hui).

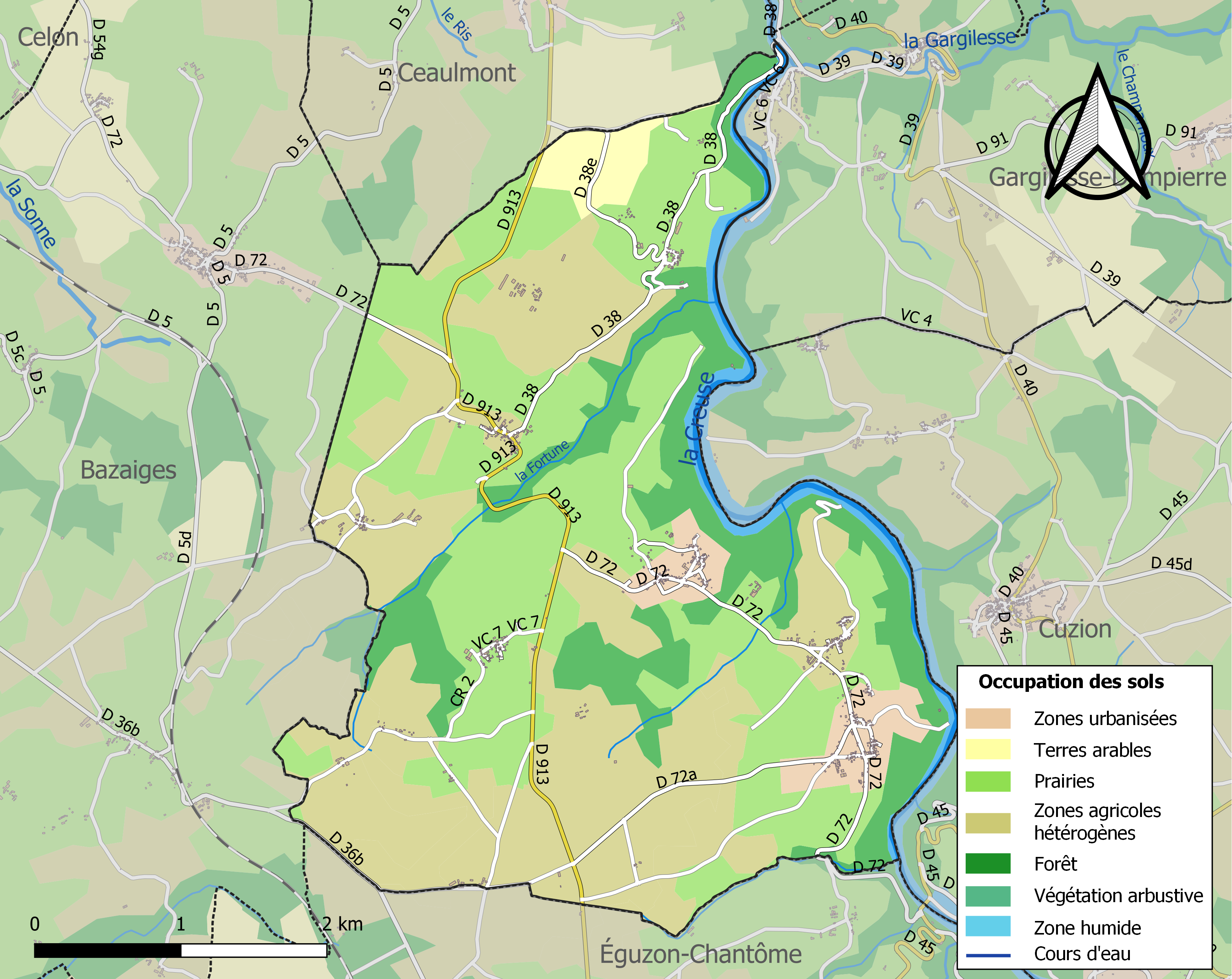
Carte des infrastructures et de l'occupation des sols de la commune en 2018 (CLC).

### Logement
Le tableau ci-dessous présente le détail du secteur des logements de la commune :
| Date du relevé                                              | 2013   | 2015   |
| Nombre total de logements                                   | 284    | 278    |
| Résidences principales                                      | 57,2 % | 56,6 % |
| Résidences secondaires                                      | 27,8 % | 38,1 % |
| Logements vacants                                           | 15 %   | 5,4 %  |
| Part des ménages propriétaires de leur résidence principale | 80,7 % | 77,3 % |

### Risques majeurs
Le territoire de la commune de Baraize est vulnérable à différents aléas naturels : météorologiques (tempête, orage, neige, grand froid, canicule ou sécheresse) et séisme (sismicité faible). Il est également exposé à un risque technologique, la rupture d'un barrage, et à un risque particulier : le risque de radon. Un site publié par le BRGM permet d'évaluer simplement et rapidement les risques d'un bien localisé soit par son adresse soit par le numéro de sa parcelle.

#### Risques naturels

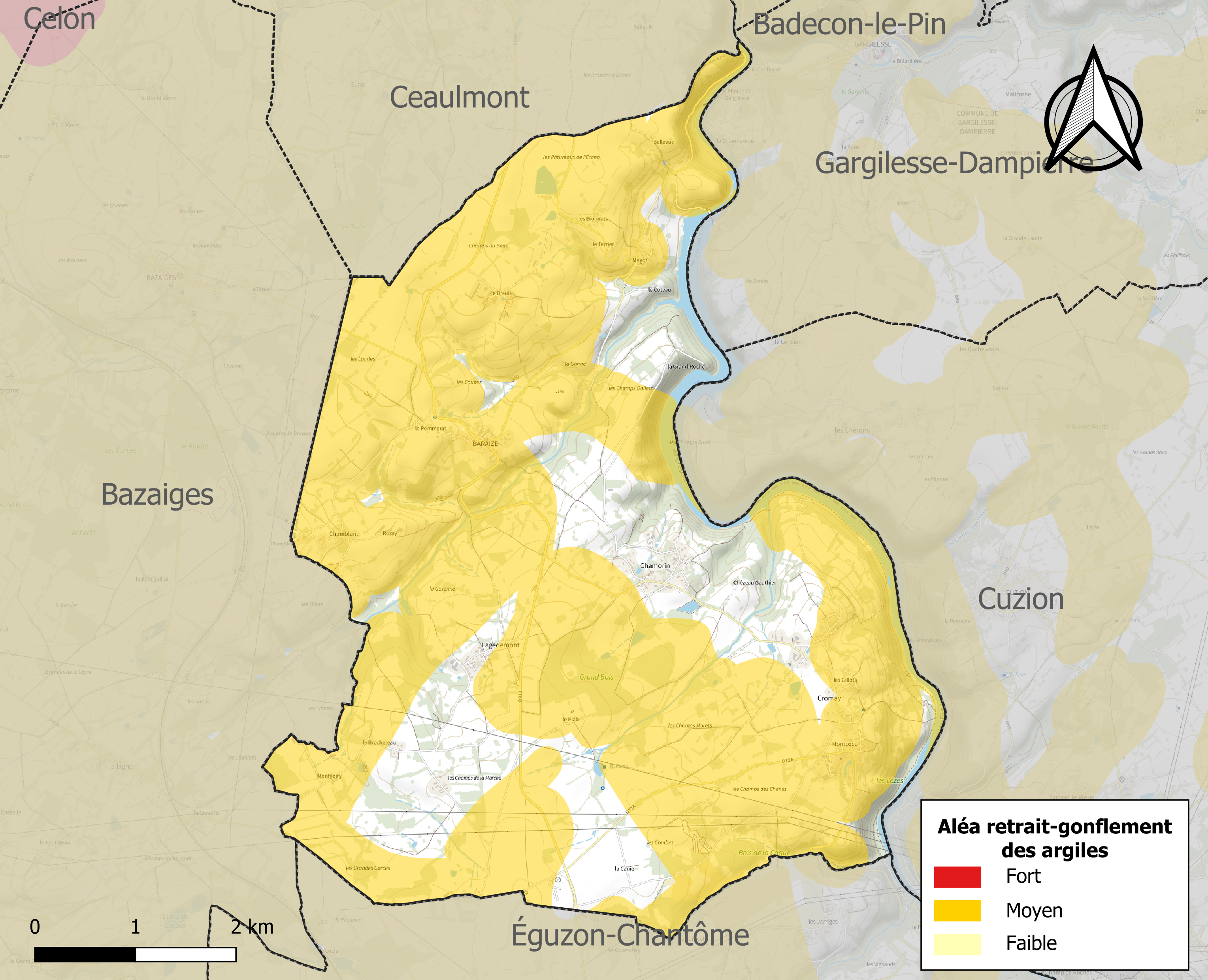
Carte des zones d'aléa retrait-gonflement des sols argileux de Baraize.

Le retrait-gonflement des sols argileux est susceptible d'engendrer des dommages importants aux bâtiments en cas d’alternance de périodes de sécheresse et de pluie. 75,8 % de la superficie communale est en aléa moyen ou fort (84,7 % au niveau départemental et 48,5 % au niveau national). Sur les 275 bâtiments dénombrés sur la commune en 2019, 179 sont en aléa moyen ou fort, soit 65 %, à comparer aux 86 % au niveau départemental et 54 % au niveau national. Une cartographie de l'exposition du territoire national au retrait gonflement des sols argileux est disponible sur le site du BRGM,.
Concernant les mouvements de terrains, la commune a été reconnue en état de catastrophe naturelle au titre des dommages causés par des mouvements de terrain en 1983 et 1999.

#### Risques technologiques
La commune est en outre située en aval du Barrage d'Éguzon, de classe A et faisant l'objet d'un PPI, mis en eau en 1926, d’une hauteur de 58 mètres et retenant un volume de 57,3 millions de mètres cubes. À ce titre elle est susceptible d’être touchée par l’onde de submersion consécutive à la rupture de cet ouvrage.

#### Risque particulier
Dans plusieurs parties du territoire national, le radon, accumulé dans certains logements ou autres locaux, peut constituer une source significative d’exposition de la population aux rayonnements ionisants. Toutes les communes du département sont concernées par le risque radon à un niveau plus ou moins élevé. Selon la classification de 2018, la commune de Baraize est classée en zone 3, à savoir zone à potentiel radon significatif.

## Toponymie
Le nom de la commune apparaît dans les sources sous différentes formes : Ecclesiam de Barrecia en 1115, E. de Barrezia en 1138, E. de Bairezia en 1212, Capelanus de Barrada en 1327, C. de Barrazia en 1351, C. de Barrigia en 1422, puis Barreje en 1622.
Probablement une origine préceltique du radical barr- signifiant « hauteur » ou « élévation », le village étant établi sur une hauteur dominant la Creuse et le ruisseau de la Fortune. Le suffixe -asia, d’origine celtique, se retrouve notamment dans plusieurs hydronymes comme la Thonaise, la Bénaize ou la Claise.
Ses habitants sont appelés les Baraizois.

## Histoire
La commune fut rattachée de 1973 à 2015 au canton d'Éguzon-Chantôme et du 1er janvier 2006 au 31 décembre 2016 à la communauté de communes du pays d'Éguzon - Val de Creuse.

## Politique et administration
La commune dépend de l'arrondissement de Châteauroux, du canton d'Argenton-sur-Creuse, de la deuxième circonscription de l'Indre et de la communauté de communes Éguzon - Argenton - Vallée de la Creuse.
| Période                                  | Période      | Identité                  | Étiquette | Qualité           |
| ---------------------------------------- | ------------ | ------------------------- | --------- | ----------------- |
| février 1809                             | octobre 1846 | Pierre BOURGEOIS          |           | Propriétaire      |
| novembre 1846                            | 1855         | Jean Christian de MERBITZ |           | Propriétaire      |
| avant 1988                               | mars 2001    | Jean-François Vergne      |           |                   |
| mars 2001,                               | En cours     | Lionnel Perrot            | DVG       | Chargé d'affaires |
| Les données manquantes sont à compléter. |              |                           |           |                   |

## Population et société

### Démographie
L'évolution du nombre d'habitants est connue à travers les recensements de la population effectués dans la commune depuis 1793. Pour les communes de moins de 10 000 habitants, une enquête de recensement portant sur toute la population est réalisée tous les cinq ans, les populations de référence des années intermédiaires étant quant à elles estimées par interpolation ou extrapolation. Pour la commune, le premier recensement exhaustif entrant dans le cadre du nouveau dispositif a été réalisé en 2007.

En 2022, la commune comptait 357 habitants, en évolution de +3,48 % par rapport à 2016 (Indre : −3 %, France hors Mayotte : +2,11 %).
| 1793 | 1800 | 1806 | 1821 | 1831 | 1836 | 1841 | 1846 | 1851 |
| ---- | ---- | ---- | ---- | ---- | ---- | ---- | ---- | ---- |
| 660  | 579  | 612  | 758  | 781  | 806  | 809  | 825  | 826  |

| 1856 | 1861 | 1866 | 1872 | 1876 | 1881 | 1886 | 1891 | 1896 |
| ---- | ---- | ---- | ---- | ---- | ---- | ---- | ---- | ---- |
| 814  | 818  | 849  | 782  | 795  | 801  | 827  | 841  | 780  |

| 1901 | 1906 | 1911 | 1921 | 1926 | 1931 | 1936 | 1946 | 1954 |
| ---- | ---- | ---- | ---- | ---- | ---- | ---- | ---- | ---- |
| 719  | 732  | 716  | 647  | 633  | 580  | 535  | 515  | 498  |

| 1962 | 1968 | 1975 | 1982 | 1990 | 1999 | 2006 | 2007 | 2012 |
| ---- | ---- | ---- | ---- | ---- | ---- | ---- | ---- | ---- |
| 428  | 389  | 417  | 404  | 337  | 301  | 313  | 315  | 331  |

| 2017 | 2022 | - | - | - | - | - | - | - |
| ---- | ---- | - | - | - | - | - | - | - |
| 351  | 357  | - | - | - | - | - | - | - |

### Enseignement
La commune ne possède pas de lieu d'enseignement.

### Manifestations culturelles et festivités
Chaque année, le 4e dimanche d'août, au hameau Chamorin, a lieu la Fête de la batteuse et de l'artisanat. Présentation d'un important stock de machines agricoles du siècle dernier entièrement restaurées dont une locomobile, nombreux tracteurs et moteurs, voitures anciennes, moissonnage sur place, ferme reconstituée, charronnage, débardage de bois, cuisson du pain sur place, fabrication d'huile de noix, jus de pomme, plus de soixante stands où les artisans travaillent sur place.

### Équipement culturel
Salle des fêtes 200-250 personnes avec cuisine équipée.

### Sports
Un site de baignade surveillé (plage de Montcocu) est présent dans la commune.

### Médias
La commune est couverte par les médias suivants : La Nouvelle République du Centre-Ouest, Le Berry républicain, L'Écho - La Marseillaise, La Bouinotte, Le Petit Berrichon, L'Écho du Berry, France 3 Centre-Val de Loire, Berry Issoudun Première, Vibration, Forum, France Bleu Berry et RCF en Berry.

## Économie
La commune se situe dans la zone d’emploi de Châteauroux et dans le bassin de vie d’Argenton-sur-Creuse.
La commune dispose de quelques commerces, comme un bar-restaurant (Montcocu), deux menuiseries, un couvreur et des auto-entrepreneurs multi-activités.
Un camping avec des bungalows est présent dans la commune. Il s'agit du camping de Montcocu qui dispose de 26 emplacements.

## Culture locale et patrimoine
- Barrage de La Roche-au-Moine
- Pont Noir
- Église
- Monument aux morts

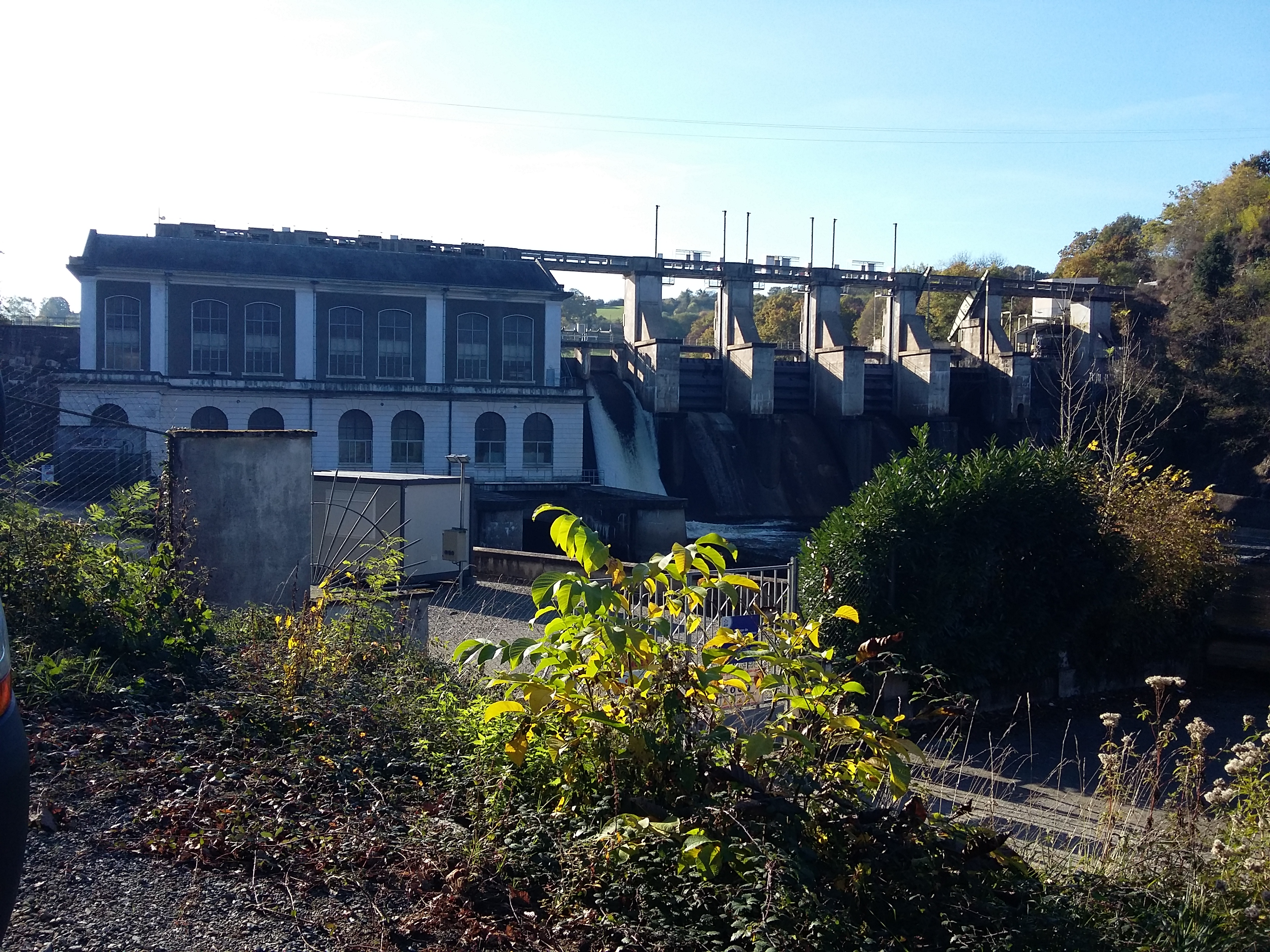
Le barrage de La Roche-au-Moine en 2016.
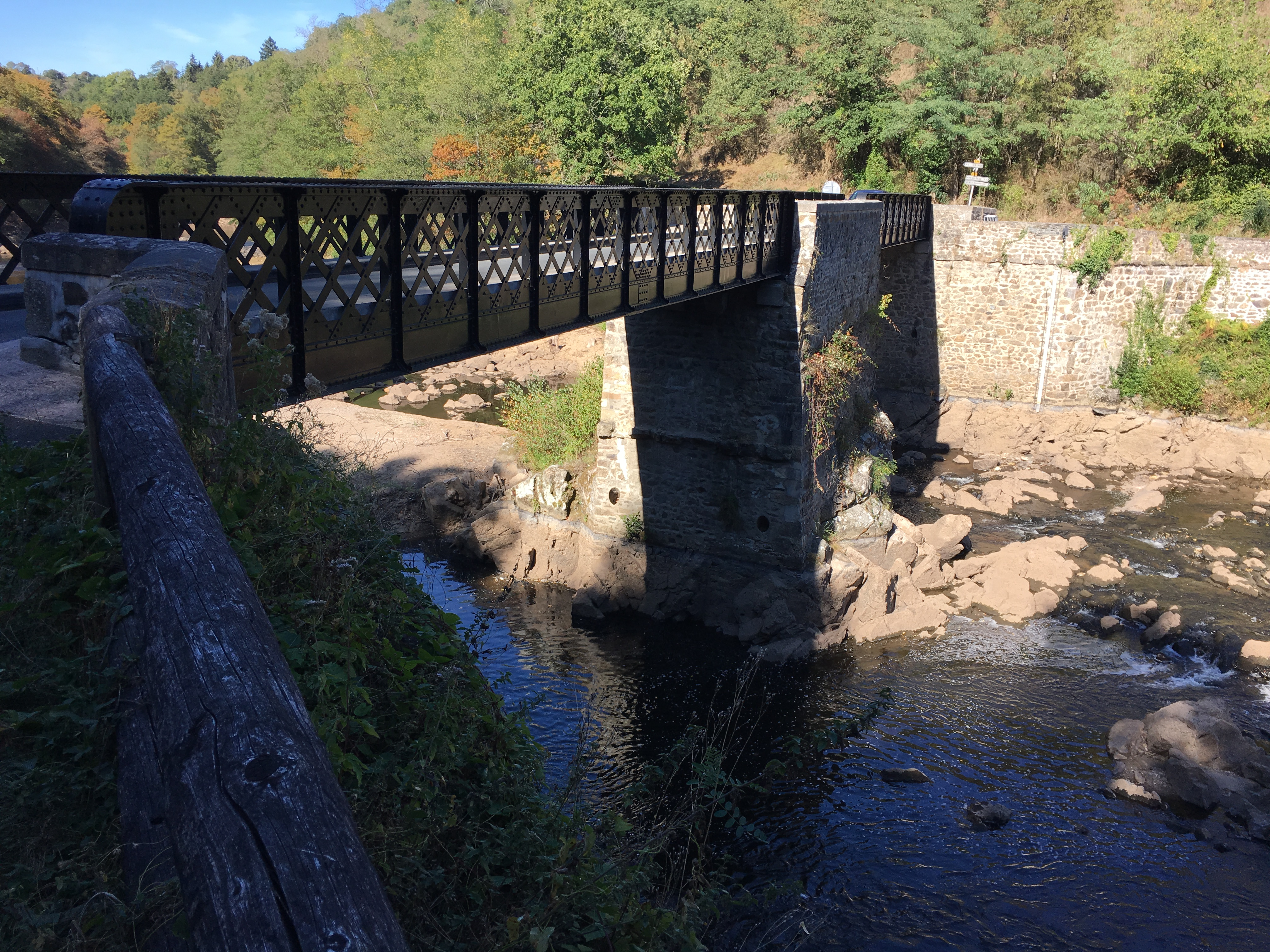
Le Pont Noir en 2018.